# Tampialeme
Tampialeme est une petite ville du Togo.

## Géographie
Tampialeme est situé à environ 60 km de Dapaong, dans la région des Savanes.

## Vie économique
- Coopérative paysanne

## Lieux publics
- École primaire
- Dispensaire